# Крешентіно
Крешентіно (італ. Crescentino, п'єм. Chërsentin) — муніципалітет в Італії, у регіоні П'ємонт, провінція Верчеллі.
Крешентіно розташоване на відстані близько 510 км на північний захід від Рима, 34 км на схід від Турина, 29 км на південний захід від Верчеллі.
Населення — 7965 осіб (2014).
Щорічний фестиваль відбувається першої неділі червня. Покровитель — San Crescentino.

## Демографія
Населення за роками:

Станом на 1 січня 2023 року в муніципалітеті офіційно проживало 808 іноземців з 50 країн, серед них 250 громадян країн Євросоюзу та 5 громадян України.

## Відомі особистості
В поселенні народився:
- Фьоренца Коссотто (* 1935) — італійська оперна співачка.

## Сусідні муніципалітети
- Брузаско
- Фонтанетто-По
- Лампоро
- Ліворно-Феррарис
- Мончестіно
- Салуджа
- Вероленго
- Верруа-Савоя

## Міста-побратими
- Сан-Джорджо-Альбанезе, Італія
- Ґміна Лососіна-Дольна, Польща